# Prachtrenspin
De prachtrenspin (Philodromus fallax) is een spinnensoort in de taxonomische indeling van de renspinnen (Philodromidae).
Het dier komt uit het geslacht Philodromus. Philodromus fallax werd in 1833 beschreven door Sundevall.